# リシア輝石
リシア輝石（リシアきせき、spodumene、スポジュメン、リチア輝石）とは、ペグマタイトから産出されるペグマタイト鉱物の一種（ケイ酸塩鉱物）であり、リチウムとアルミニウムを含む単斜輝石。

## 成分
化学組成は LiAlSi2O6。不純物がアルミニウム原子と置換されることにより様々な色を示す。モース硬度は 6.5 - 7 、比重は 3.16 - 3.20。

## 産出地
ブラジル、アメリカ合衆国ノースカロライナ州カリフォルニア州、マダガスカル、アフガニスタン、パキスタンなど。

## 用途
工業的には、リチウム電池などでリチウムの使用量が増大しているため、リシア輝石はそのリチウム資源として重要視されている。また、宝石としても扱われる。宝石については下記を参照。

## 宝石
美しい色のリシア輝石は、カットされたものが宝石として扱われる。傾向として色付きの物が人気が高いが、無色のものでもカットされ販売されている。

### 特徴
桃色の彩色はマンガンイオンに、緑色の彩色はクロムイオンの色中心、または鉄イオンとマンガンイオンにそれぞれ起因し、黄色の彩色は未知の構造による色中心であり、一部の石はシャトヤンシーを示す。宝石として扱う場合、割れやすいので加工や取り扱いには十分な注意が必要。また、色中心による着色のものは退色性があり、光に対しても特別な配慮を要する。

### 種類
桃色や紫色のものはクンツァイト (kunzite) 、黄緑色や緑色のものはヒデナイト (hiddenite) 、黄色のものはトリフェイン (triphane) という。

### 産出地
主な産地はブラジル、アメリカ合衆国、カナダ、メキシコ、ロシア連邦、スウェーデン、オーストラリア、アフガニスタン、パキスタンなど。

### その他
トリフェーンはブラジルで1877年に、ヒデナイトはアメリカで1879年に、クンツァイトは1902年にそれぞれ発見された。トリフェインという名前はギリシャ語で三つの顔を意味し、ヒデナイトは、アメリカの鉱物学者であるウイリアム・アール・ヒデンに、クンツァイトは、同じくアメリカの宝石学者であるジョージ・フレデリック・クンツに因む。